# Бекдик, Нихат
Нихат Асым Бекдик (тур. Nihat Asım Bekdik; 1902 год — 21 июня 1972) — турецкий футболист, игравший на позиции защитника.

## Клубная карьера
Нихат Бекдик, будучи учеником Галатасарайского лицея, начинал и провёл всю свою карьеру футболиста, выступая за «Галатасарай» с 1916 по 1936 год. Он 6 раз выигрывал в составе клуба Стамбульскую футбольную лигу, был капитаном команды.
Из-за изображённого льва на форме и поведения на поле болельщики прозвали его "Аслан", что на турецком означает "лев". Позже это прозвище распространилось и на весь «Галатасарай».

## Карьера в сборной
26 октября 1923 года Нихат Бекдик дебютировал за сборную Турции в товарищеском матче против сборной Румынии. Он принимал участие в футбольных турнирах двух Олимпиад: 1924 и 1928 годов. 14 октября 1927 года Нихат Бекдик забил свой первый и единственный гол за национальную команду, отличившись на 85-й минуте товарищеской игры со сборной Болгарии.

## Другие виды спорта
Нихат Бекдик также добился успеха в тройном прыжке и прыжке в высоту. В 1923 году он установил турецкие рекорды в тройном прыжке (11,92 м) и прыжках в высоту (1,58 м). После завершения футбольной карьеры он занимался верховой ездой, греблей и плаванием. На своей лодке "Аслан" Нихат выиграл многочисленные кубки.

## Политическая карьера
В 1957—1960-е годы Нихат Бекдик был членом Великого национального собрания Турции от Демократической партии.

## Статистика выступлений

### В сборной
| Матчи и голы Нихата Бекдика за сборную Турции | Матчи и голы Нихата Бекдика за сборную Турции | Матчи и голы Нихата Бекдика за сборную Турции | Матчи и голы Нихата Бекдика за сборную Турции | Матчи и голы Нихата Бекдика за сборную Турции | Матчи и голы Нихата Бекдика за сборную Турции | Матчи и голы Нихата Бекдика за сборную Турции |
| №                                             | Дата                                          | Место проведения                              | Соперник                                      | Счёт                                          | Голы                                          | Соревнование                                  |
| --------------------------------------------- | --------------------------------------------- | --------------------------------------------- | --------------------------------------------- | --------------------------------------------- | --------------------------------------------- | --------------------------------------------- |
| 1                                             | 26 октября 1923                               | Таксим, Стамбул                               | Румыния                                       | 2:2                                           | —                                             | Товарищеский матч                             |
| 2                                             | 25 мая 1924                                   | Бержер, Париж                                 | Чехословакия                                  | 2:5                                           | —                                             | Олимпийские игры                              |
| 3                                             | 17 июня 1924                                  | Тёёлён Паллокенття, Хельсинки                 | Финляндия                                     | 4:2                                           | —                                             | Товарищеский матч                             |
| 4                                             | 19 июня 1924                                  | Калеви, Таллин                                | Эстония                                       | 4:1                                           | —                                             | Товарищеский матч                             |
| 5                                             | 22 июня 1924                                  | ЛСБ, Рига                                     | Латвия                                        | 3:1                                           | —                                             | Товарищеский матч                             |
| 6                                             | 29 июня 1924                                  | Муниципальный стадион, Лодзь                  | Польша                                        | 0:2                                           | —                                             | Товарищеский матч                             |
| 7                                             | 16 ноября 1924                                | Стадион имени В. Воровского, Москва           | СССР                                          | 0:3                                           | —                                             | Товарищеский матч                             |
| 8                                             | 10 апреля 1925                                | Таксим, Стамбул                               | Болгария                                      | 2:1                                           | —                                             | Товарищеский матч                             |
| 9                                             | 15 мая 1925                                   | Истикляль, Анкара                             | СССР                                          | 1:2                                           | —                                             | Товарищеский матч                             |
| 10                                            | 2 октября 1925                                | Таксим, Стамбул                               | Польша                                        | 1:2                                           | —                                             | Товарищеский матч                             |
| 11                                            | 7 мая 1926                                    | Таксим, Стамбул                               | Румыния                                       | 1:3                                           | —                                             | Товарищеский матч                             |
| 12                                            | 17 июля 1927                                  | Славия, София                                 | Болгария                                      | 3:3                                           | —                                             | Товарищеский матч                             |
| 13                                            | 14 октября 1927                               | Таксим, Стамбул                               | Болгария                                      | 3:1                                           | 1                                             | Товарищеский матч                             |
| 14                                            | 8 апреля 1928                                 | Стадион Конкордии на Тратинской цести, Загреб | Югославия                                     | 1:2                                           | —                                             | Товарищеский матч                             |
| 15                                            | 15 апреля 1928                                | Глория ЧФР, Арад                              | Румыния                                       | 2:4                                           | —                                             | Товарищеский матч                             |
| 16                                            | 28 мая 1928                                   | Олимпийский стадион, Амстердам                | Египет                                        | 1:7                                           | —                                             | Олимпийские игры                              |
| 17                                            | 27 сентября 1931                              | Юнак, София                                   | Болгария                                      | 1:5                                           | —                                             | Балканский кубок                              |
| 18                                            | 2 октября 1931                                | Левски, София                                 | Югославия                                     | 2:0                                           | —                                             | Балканский кубок                              |
| 19                                            | 17 апреля 1932                                | Таксим, Стамбул                               | Венгрия                                       | 1:2                                           | —                                             | Товарищеский матч                             |
| 20                                            | 22 апреля 1932                                | Таксим, Стамбул                               | Венгрия                                       | 1:4                                           | —                                             | Товарищеский матч                             |
| 21                                            | 4 ноября 1932                                 | Таксим, Стамбул                               | Болгария                                      | 2:3                                           | —                                             | Товарищеский матч                             |

Итого: 21 матч / 1 гол; eu-football.info.